# Prince Bira
Prince Bira ili punim imenom Prince Birabongse Bhanudej Bhanubandh (Bangkok, Siam, 15. srpnja 1914. – London, Velika Britanija, 23. prosinca 1985.) je bio tajlandski vozač automobilističkih utrka, pilot, te član tajlandske dinastije Charki.
Uz pokroviteljstvo rođaka princa Chule, Bira je 1930-ih godina počeo voziti utrke i pokazao izniman talent. Na najjačim međunarodnim utrkama je nastupao u preslabim ili zastarjelim automobilima, ali u manjim je lokalnim utrkama, pogotovo u Engleskoj, briljirao. Nakon završetka Drugog svjetskog rata, vratio se utrkama nastupajući za Connaught i Gordini, dok nije kupio privatni Maserati 250F kojim je na neprvenstvenoj utrci u Chimayu 1954. ostvario i zadnju pobjedu u karijeri.
U Formuli 1 je nastupao od 1950. do 1954., te osvojio ukupno osam bodova. Okušao se dva puta i na utrci 24 sata Le Mansa, 1939. s Raymondom Sommerom i 1954. s Peterom Collinsom, no oba puta nije završio utrku.
Nakon povlačenja iz svijeta utrka preselio se u Tajland, ali pokušaji uspostave posla u domovini nisu bili uspješni, pa se vratio u Europu, gdje je živio u priličnoj opskurnosti, sve do fatalne odluke o polasku na vožnju metroom. Stariji gospodin azijskog porijekla stajao je na londonskoj stanici podzemne željeznice Baron’s Court dan prije Badnjaka 1985. Iznenada, uhvatio se za srce i srušio. Prolaznici su mu pokušali pomoći, ali bilo je prekasno. Scotland Yard izašao je na uviđaj i našao se pred problemom: muškarac nije kod sebe imao nikakve dokumente, tek jedno pismo na nekom azijskom jeziku. Poslali su to pismo na sveučilište na analizu, a ondje je utvrđeno da je jezik tajlandski, dok je pismo naslovljeno na stanovitog princa Biru.

## Vanjske poveznice
- Prince Bira - Stats F1